# Muhakik Birdžandi
Nizamudin Abdul-Ali ibn Muhamed Birdžandi – Muhakik rođen je u XV veku.‍:str. 278. Smatra se da je Birdžandi jedan od najistaknutijih matematičara i astronoma XV i XVI veka‍:str. 248.. Racionalne nauke je izučavao kod Mensura ibn Muinudina Kašija, a predavanja iz ostalih naučnih oblasti pohađao je kod Kemaludina Kanavija.‍:str. 278.
Istoričari uglavnom smatraju da je ovaj slavni astronom preminuo 1528. godine.‍:str. 278.

## Dela
Na tragu svojih naučnih istraživanja, on je napisao brojne knjige i traktate o matematici i astronomiji. Istina, veći deo pisane baštine koju je ovaj muslimanski mislilac za sobom ostavio sačinjavaju njegovi razni komentari i glose, a ne originalna autorska dela.
Među njegovim autorskim knjigama i traktatima treba izdvojiti delo Ab’ad va ađram [Dimenzije i mase] koje je pisao na persijskom jeziku. Ovaj dragoceni spis Birdžandi je dovršio 1524. godine. U njemu iznosi različite rasprave o dimenzijama i odnosu zemaljske kugle sa drugim nebeskim telima. Njegova knjiga sadrži uvod, dva traktata i zaključak.‍:str. 248. U prvom traktatu, Birdžandi je govorio o  površini zemaljske kugle i o njenoj podeli na sedam različitih područja, dok se u drugom traktatu uglavnom posvetio raspravi o površini određenih nebeskih tela i o njihovim karakteristikama. Drugi traktat sadrži sedam zasebnih poglavlja.‍:str. 278.
Njegovo drugo poznato delo – koje je takođe napisao na persijskom jeziku – jeste čuveni Astrolab, u okviru kojeg, u dvadeset različitih poglavlja, razjašnjava način rada tog ključnog astronomskog instrumenta.
Birdžandi je za sobom ostavio veliki broj naučnih traktata, eseja i obimnijih monografija. U nastavku teksta spomenućemo neke od tih spisa:
- zbirka Dvadeset poslanica o kalendarima;
- recenzija i kritički pogled komentara na al-Mulahas;
- O atronomiji (na persijskom jeziku);
- O opservatorijskim instrumentima (na arapskom jeziku);
- komentar dela at-Tazkira an-Nasirija [Nasirudinovi memoari]; at-Tazkira je astronomsko delo Nasirudina Tusija i napisano je na arapskom jeziku;
- komentar novog Sultanovog horoskopa; Fazil Birdžani je u okviru ovog dela napisao divan komentar Ulug-begovog horoskopa koji je među istoričarima bio poznat kao Sultanski horoskop;
- recenzija i komentar Almagesta; ovo delo napisano 1515. godine, u stvari, predstavlja komentar Tusijevog opširnog objašnjenja teksta Almagesta. Ovaj spis jeste jedan od značajanih pokazatelja njegovog doprinosa razvoju matematike u islamskom svetu.[1]‍:str. 248.;
- komentar naslovljen Muhtasar al-haj’a [Kratka astronomija]; ovaj komentar je napisan na arapskom jeziku i Burdžandi je u njemu komentarisao Tusijevu knjigu sa trideset delova o kalendarima;
- al-Muhtasar fi bajani alat ar-rasad [Sažeti analitički prikaz opservatorijskih instrumenata].[1]‍:str. 278.